# فرودگاه بین‌المللی رنو تاهوئه
 فرودگاه بین‌المللی رنو تاهوئه (به انگلیسی: Reno-Tahoe International Airport) یک فرودگاه همگانی بهره‌برداری هوایی با کد یاتا RNO است که یک باند فرود بتن دارد و طول باند آن ۳۳۵۳ متر است. این فرودگاه در شهر رینو، نوادا کشور ایالات متحده آمریکا قرار دارد و در ارتفاع ۱۳۴۶ متری از سطح دریا واقع شده است.

## شرکت‌های هواپیمایی و مقصدهای پروازی

### مسافری

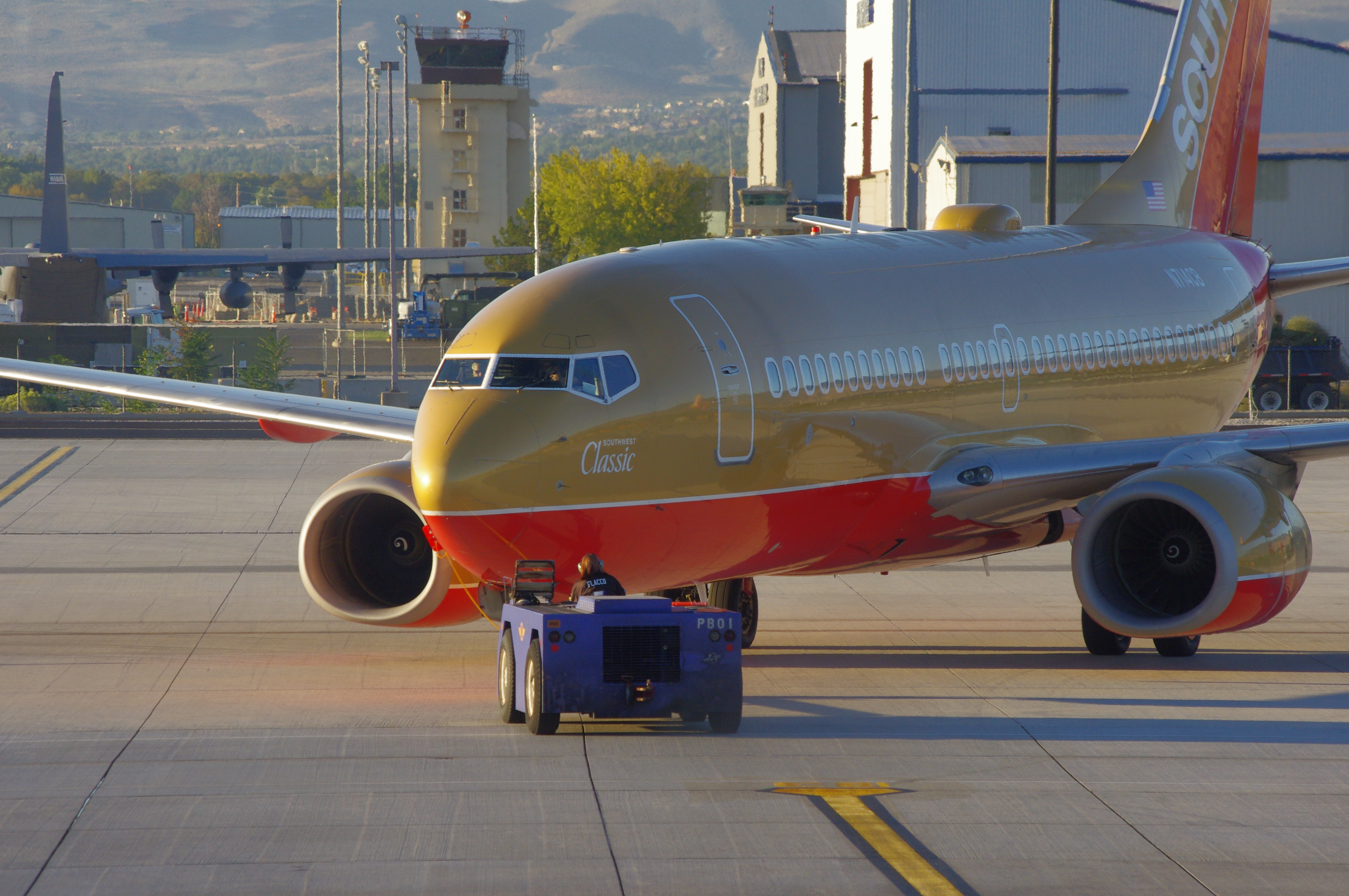
A ساوت‌وست ایرلاینز بوئینگ ۷۳۷ نسل بعدی being pushed back

| شرکت‌های هواپیمایی                    | مقصدهای پروازی                                                                                      |
| ------------------------------------ | --------------------------------------------------------------------------------------------------- |
| آلاسکا ایرلاینز اجرا توسط هوریزن ایر | بویزی، جان وین، پورتلند، سان خوزه، سیاتل-تاکوما                                                     |
| الیجنت ایر                           | مک‌کاران                                                                                             |
| امریکن ایرلاینز                      | اوهر شیکاگو, دالاس-فورت ورث، فینکس اسکای هاربر                                                      |
| امریکن ایگل                          | لس‌آنجلس                                                                                             |
| دلتا ایرلاینز                        | سالت‌لیک‌سیتی فصلی: هارتسفیلد-جکسون آتلانتا، مینیاپولیس−سنت پل                                        |
| دلتا کانکشن                          | فصلی: سالت‌لیک‌سیتی                                                                                   |
| فرانتیر ایرلاینز                     | دنور (آغاز از ۲۱ نوامبر ۲۰۱۷)                                                                       |
| جت‌بلو                                | لانگ بیچ، جان اف کندی                                                                               |
| ساوت‌وست ایرلاینز                     | دنور، مک‌کاران، لس‌آنجلس، اوکلند، فینکس اسکای هاربر، سن دیه‌گو، سان خوزه فصلی: میدوی شیکاگو، دالاس لاو |
| یونایتد ایرلاینز                     | دنور، سانفرانسیسکو فصلی: اوهر شیکاگو، جرج بوش                                                       |
| یونایتد اکسپرس                       | دنور، لس‌آنجلس، سانفرانسیسکو فصلی: جرج بوش                                                           |
| Volaris                              | دن میگوئل هیدالگو وای کوستیا                                                                        |

### باری
| شرکت‌های هواپیمایی                    | مقصدهای پروازی |
| ------------------------------------ | --- |
| Ameriflight                          | محلی الکو، اختصاصی هیورد، مک‌کاران، داربی، رگو ولی-مدفورت، اوکلند، فینکس اسکای هاربر، پلسرویل، سکرامنتو اکزکیوتیو، ساکرامنتو، سالت‌لیک‌سیتی، سانفرانسیسکو |
| دی‌اچ‌ال اوییشن اجرا توسط Southern Air | دنور |
| فدکس اکسپرس                          | فرسنو یوسیمیتی، مک‌کاران، ممفیس، اوکلند |
| United Cargo (Narrowbody Jet)        | دنور |
| یوپی‌اس ایرلاینز                      | دنور، دی موین، آیووا، لوئیویل، صحرایی اپلی، پورتلند، ساکرامنتو، صحرایی بویینگ فصلی: کاهولوی، لوبوک پرستون اسمیت، اوکلند، انتاریو، فیلادلفیا            |